# IIVX
IIVX é um agente químico organofosforado sintético formulado em C6H16NO2PS. É um composto baseado no agente nervoso VX. 